# Just 4 Fun
I Just 4 Fun erano un gruppo musicale norvegese attivo dal 1990 al 1991 e formato da Hanne Krogh, Marianne Antonsen, Jan Groth ed Eiríkur Hauksson.
Hanno rappresentato la Norvegia all'Eurovision Song Contest 1991 con il brano Mrs. Thompson.

## Carriera
I Just 4 Fun sono un progetto nato da quattro nomi già affermati nell'industria musicale norvegese, messi insieme dal conduttore radiofonico Tor Endersen, la cui attività si doveva inizialmente limitare ad una tournée estiva di tre settimane incentrata sulla musica anni '60. Tuttavia, il successo ottenuto ha motivato il gruppo a continuare il sodalizio, pubblicando l'album di debutto Ren 60 e continuando l'attività concertistica.
Per la prima e ultima volta nella storia eurovisiva norvegese, nel 1991 l'emittente radiotelevisiva norvegese NRK ha deciso di non tenere il consueto Melodi Grand Prix e di selezionare internamente i Just 4 Fun come rappresentanti norvegesi all'Eurovision Song Contest. Nella finale eurovisiva a Roma hanno presentato la canzone Mrs. Thompson, e si sono piazzati al 17º posto su 22 partecipanti con 14 punti totalizzati.
Dopo la pubblicazione del loro secondo album Those Were the Days, i componenti dei Just 4 Fun hanno continuato la loro carriera come solisti, e si sono riuniti nell'estate del 2008 per dei concerti a Sarpsborg e a Fredrikstad.

## Discografia

### Album in studio
- 1990 – Ren 60
- 1991 – Those Were the Days

### EP
- 1990 – California Dreaming

### Singoli
- 1991 – Mrs. Thompson
- 1991 – A Dream and a Prayer